# Gao Shuying
Gao Shuying, chiń. 高淑英; pinyin Gāo Shúyīng (ur. 28 października 1979 w Qingdao) – chińska lekkoatletka, tyczkarka.

## Osiągnięcia
- 5. miejsce podczas mistrzostw świata (Edmonton 2001)
- złoto Uniwersjady Pekin 2001
- 2 złote medale mistrzostw Azji (Kolombo 2002 & Inczon 2005)
- 3. miejsce na pucharze świata (Ateny 2006), podczas poprzedniej edycji zajęła 4. lokatę (Madryt 2002)
- 2 złote medale igrzysk azjatyckich (Pusan 2002 & Ad-Dauha 2006)
- 3 występy na igrzyskach olimpijskich:
  - Sydney 2000 – 10. miejsce
  - Ateny 2004 – odpadła w eliminacjach
  - Pekin 2008 – 12. miejsce

## Rekordy życiowe
- skok o tyczce – 4,64 (2007) do 2013 rekord Azji
- skok o tyczce (hala) – 4,45 (2002)